# Четыре великих дань
Четыре великих дань — это группа мужчин-актёров золотой эры пекинской оперы, игравших роли женского амплуа дань. Самым известным из них был Мэй Ланьфан; помимо него в четвёрку входили Шан Сяоюнь, Чэн Яньцю и Сюнь Хуэйшэн.

## История титула

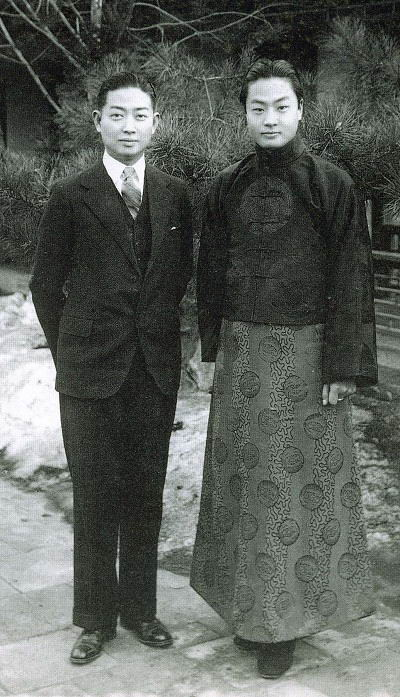
Мэй Ланьфан (слева) и Чэн Яньцю (справа)

Закрепился титул за актёрами после организованного в 1927 году пекинской газетой «Шуньтянь Шибао» конкурса, на котором — путём опроса пекинцев репортёрами газеты — выбрали пять лучших исполнителей ролей дань. Ими стали Мэй Ланьфан, Шан Сяоюнь, Чэн Яньцю, Сюнь Хуэйшэн и Сюй Биюнь (кит. 徐碧云), однако из-за того, что последний вскоре ушёл со сцены, в истории наиболее известными остались Четыре великих дань.
К моменту проведения опроса все четверо уже и так доминировали на сценах пекинской оперы, и газетный конкурс только официально оформил их успех.

## Роль Четырёх великих дань в истории пекинской оперы
Во многом благодаря актёрскому мастерству и новациям этих четырёх актёров в начале XX века был положен конец господству амплуа шэн в пекинской опере, и амплуа дань стало не менее популярным. Во времена, когда они выступали на сцене, в Китае практически не было актрис, и все роли традиционно играли мужчины. Чтобы играть женщин, подбирались женоподобные мужчины, однако в исполнении женских ролей важна не только внешность, но и стройность, гибкость движений, которые не характерны для мужского тела. Чтобы компенсировать это, использовались позы, жесты и отдельные движения, создающие образ женщины. Мэй Ланьфан, Шан Сяоюнь, Чэн Яньцю и Сюнь Хуэйшэн разрабатывали свои собственные стили исполнения ролей и собственные приёмы игры. Благодаря яркой индивидуальности каждого из четвёрки, публика восторженно принимала их всех, и у каждого была собственная группа поклонников среди зрителей. На базе своих наработок они сформировали четыре школы пекинской оперы, известные по фамилиям основателей: «Мэй», «Шан», «Чэн» и «Сюнь». Ученики этих школ выступали на ведущих площадках пекинской оперы. Среди последователей школ особо выделяются Ли Шифан, Чжан Цзюньцю, Мао Шилай и Сун Дэчжу, которых называют Четырьмя младшими выдающимися дань.
Мэй Ланьфан первым в китайской опере стал использовать губную помаду, популяризовал эрху и, комбинируя элементы нескольких образов дань, создал новый — хуашань. Также он был первым, кто представил китайскую оперу за пределами страны. Под его руководством гастроли пекинской оперы неоднократно проходили в Японии, США и СССР.
Шан Сяоюнь написал и переработал около 30 пьес, среди которых «Башня Лэйфэн», «Мадам Хуажуй», «Чжань Шуцзюань» и другие. Женские образы он первым начал дополнять региональными особенностями различных провинций.
Чэн Яньцю, используя особенности своего голоса, создал особый способ пения, затяжной, с перерывами в несколько секунд.
Сюнь Хуэйшэн гармонично включал элементы хэбэйской оперы в свои выступления.
Годы, когда четвёрка выступала на сцене, считаются пиком популярности пекинской оперы, её золотой эрой.